# Antonino Cannavacciuolo
Antonino Cannavacciuolo (Vico Equense, 16 aprile 1975) è un cuoco, personaggio televisivo e imprenditore italiano.

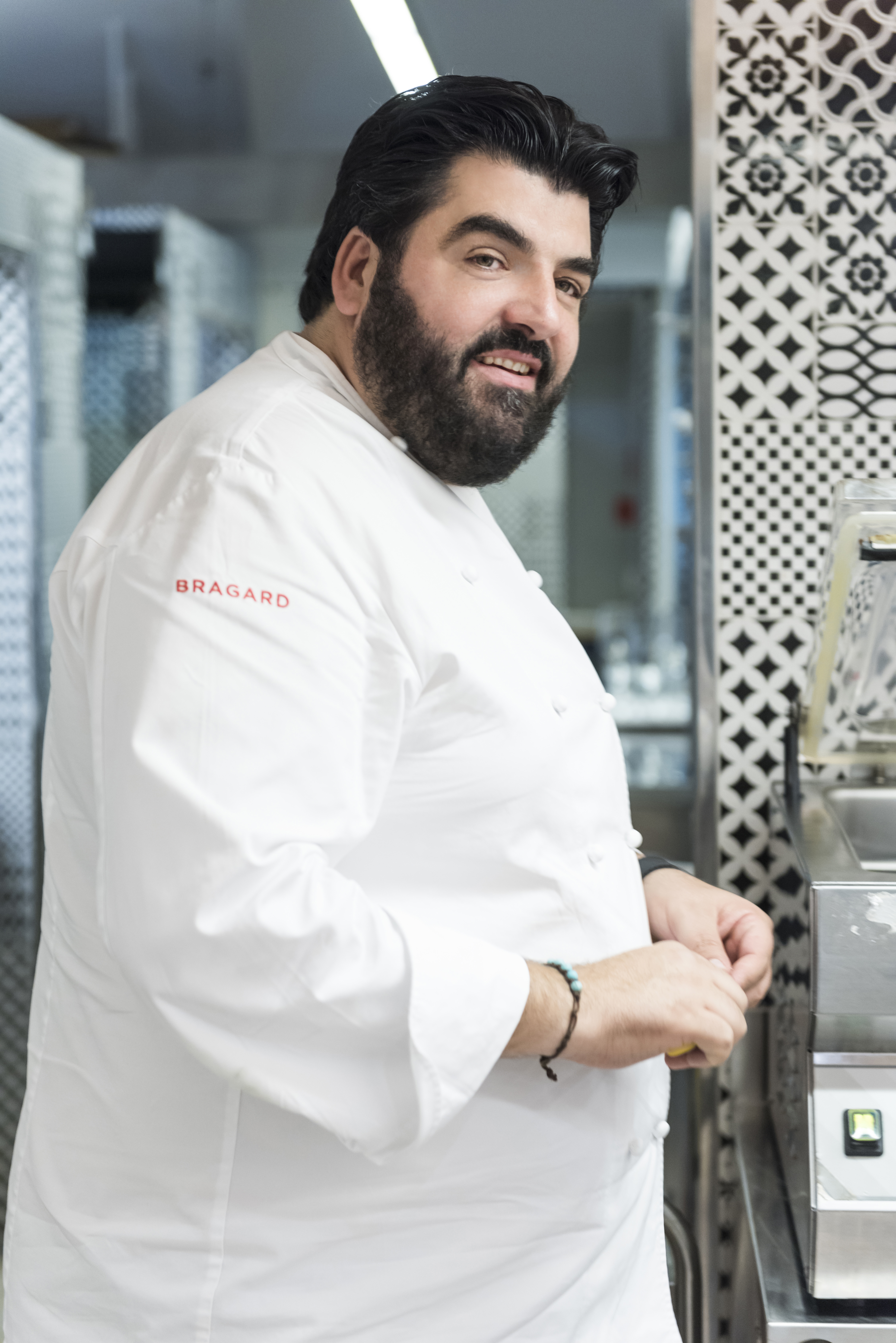
Antonino Cannavacciuolo nel 2017

Durante la sua carriera si è aggiudicato 9 stelle Michelin.

## Biografia
Nato a Vico Equense, ha studiato presso la locale scuola alberghiera, I.S.I.S. "F. De Gennaro" (dove il padre Andrea, anch'egli cuoco, ha insegnato), conseguendo l'Attestato di Cucina nel 1993. Dopo le prime esperienze nella penisola sorrentina, ha seguito periodi di stage in due ristoranti francesi nella regione dell'Alsazia, l'Auberge de l'Ill di Illhaeusern e il Buerehiesel di Strasburgo. Ha avuto modo di lavorare anche nel ristorante del Grand Hotel Quisisana di Capri, quando la cucina era sotto la consulenza di Gualtiero Marchesi. Su questa esperienza ci sono state delle polemiche da parte di Marchesi, il quale ha sottolineato che all'epoca la sua presenza si limitava al ruolo di consulente e non di chef della cucina e di non aver avuto nessuna collaborazione diretta con Cannavacciuolo.
Nel 1999 ha assunto, insieme alla moglie, la gestione della dimora storica in stile moresco Villa Crespi, a Orta San Giulio sul lago d'Orta, ricoprendo il ruolo di chef patron. Nel 2003 ha ricevuto la prima stella Michelin e nel 2006 gli è stata conferita la seconda. Dal 2012 Villa Crespi, dotata di hotel e ristorante, è entrata nel circuito Relais & Châteaux. Nel 2022 il locale riceve la terza stella Michelin, diventando uno tra i 140 ristoranti che vanta questo riconoscimento.
L'esordio in televisione è avvenuto nel 2013, quando ha condotto la prima stagione di Cucine da incubo, versione italiana del programma omonimo statunitense dello chef britannico Gordon Ramsay; negli anni a seguire ha mantenuto la conduzione delle altre edizioni. Dopo essere stato ospite in due puntate della quarta stagione di MasterChef Italia, è stato annunciato il suo ingresso come giudice a partire dalla quinta stagione (2015-2016), aggiungendosi ai colleghi Bruno Barbieri, Joe Bastianich e Carlo Cracco e continuando ad essere giudice anche in tutte le edizioni seguenti; ad oggi risulta il secondo giudice per numero di edizioni a cui ha preso parte, dietro a Bruno Barbieri, unico giudice presente ininterrottamente dall'esordio del programma.
A fine ottobre 2015 ha aperto un locale nel centro della città di Novara, il Cannavacciuolo Café & Bistrot, aperto dalla colazione al dopocena. A novembre 2015 ha promosso un primo evento formativo sulle tecniche imprenditoriali nell'ambito della ristorazione, organizzato dalla Cannavacciuolo Academy, presso l'hotel Sheraton di Malpensa e ad aprile 2016 ne è stato realizzato un secondo presso lo Stadio Olimpico di Roma.
È stato invitato in numerose trasmissioni televisive e radiofoniche in qualità di ospite, tra le quali il Festival di Sanremo 2016. Sempre nel 2016 ha realizzato con altri cuochi per AMREF il "Menù di Natale", con la partecipazione di Giobbe Covatta. Nel 2017 ha condotto la prima stagione di un nuovo programma da lui stesso ideato, 'O mare mio, composto da quattro puntate, ciascuna in una diversa città di mare. Sono seguite nel 2018 altre due serie, rispettivamente di quattro e cinque puntate.
A luglio 2017 ha aperto un nuovo locale a Torino, il Bistrot Cannavacciuolo, situato nel quartiere Borgo Po. Il 16 novembre 2017 è andato in onda sul canale Nove Ci pensa Antonino, speciale in occasione dell'apertura del nuovo bistrot, in cui lo chef ha parlato della sua idea di ristorazione, dalle prime esperienze dietro i fornelli alla storia d'amore con la moglie e socia in affari. Nel 2018 è stato confermato come uno dei giudici di Celebrity MasterChef assieme a Bruno Barbieri e Joe Bastianich.

### Vita privata
È sposato dal 2015 con Cinzia Primatesta, con la quale ha avuto due figli.

## Premi e riconoscimenti
Villa Crespi (Orta San Giulio)
- 3 Stelle Michelin    (dal 2022)[3]
- Tre Forchette guida Gambero Rosso (dal 2003)[17]
- Quattro Cappelli guida L'Espresso (dal 2019)[18]

Cannavacciuolo Café & Bistrot (Novara)
- 1 Stella Michelin  (dal 2018 al 2024)[19]

Bistrot Cannavacciuolo (Torino)
- 1 Stella Michelin  (dal 2018)[20]

Cannavacciuolo Countryside (Ticciano frazione di Vico Equense)
- 1 Stella Michelin  (dal 2021)[21]

Cannavacciuolo Vineyard (Casanova frazione di Terricciola)
- 1 Stella Michelin  (dal 2022)[22]

Cannavacciuolo Le Cattedrali by Laqua (Valleandona frazione di Asti)
- 1 Stella Michelin  (dal 2024)[4]

Cannavacciuolo by the Lake (Pettenasco)
- 1 Stella Michelin  (dal 2024)[4]

## Programmi televisivi
- Cucine da incubo (Fox Life, 2013-2015; Nove, 2016-2019; Sky Uno, 2022-in corso)
- MasterChef Italia (Sky Uno, 2015-in corso) – Giudice
- 'O mare mio (Nove, 2017-2018)
- Ci pensa Antonino (Nove, 2017)
- Celebrity MasterChef Italia (Sky Uno, 2017-2018) – Giudice
- MasterChef All Stars Italia (Sky Uno, 2018-2019) – Giudice
- I menù di Cannavacciuolo (Food Network, 2019)
- Antonino Chef Academy (Sky Uno, 2019-2022) – Giudice
- Family Food Fight (Sky Uno, 2020-2021) – Giudice

## Opere
- In cucina comando io, Milano, Mondadori Electa, 2013. ISBN 978-88-370-9717-2.
- Pure tu vuoi fare lo chef?, Milano, Mondadori, 2014. ISBN 978-88-918-0014-5.
- Il piatto forte è l’emozione. 50 ricette dal Sud al Nord, Torino, Einaudi, 2016. ISBN 978-88-06-22925-2.
- Mettici il cuore. 50 ricette per la cucina di tutti i giorni, Torino, Einaudi, 2017. ISBN 978-88-06-22926-9.
- A tavola si sta insieme. I menu d'autore per le tue serate in compagnia, Torino, Einaudi, 2018. ISBN 978-8806237356.
- Tutto il sapore che vuoi. 50 ricette di cucina vegetariana, Torino, Einaudi, 2019. ISBN 978-8806240790.
- Il pranzo di Natale. I piatti delle feste e la cucina degli avanzi, Torino, Einaudi, 2019. ISBN 978-8806243180.
- Il meglio di Antonino, Torino, Einaudi, 2020. ISBN 978-8806244156.